# Komprese dynamiky
Komprese dynamiky zvukového signálu je proces používaný v audiotechnice ke zmenšení dynamického rozsahu zpracovávaného signálu. Provádí se kompresorem dynamiky, který může být hardwarový (analogový, digitální, kombinovaný) nebo softwarový (plugin v digitálním systému, ve kterém je signál zpracováván).

## Použití
Komprese dynamiky audiosignálu se používá při záznamu zvuku, zpracování zvuku v nahrávacích studiích, při živém hraní, rozhlasovém vysílání, v různých zařízeních telekomunikační techniky (radiostanice, některé telefonní přístroje) atd. Komprese se používá jak pro celkový signál, tak samostatně pro signály jednotlivých zdrojů signálu (hudební nástroje, zpěv, řeč a další). Například při rozhlasovém a televizním vysílání se upravuje celkový, smíchaný signál. Tímto způsobem se snižuje příliš velká dynamika původního signálu a zesilují se tiché pasáže, které by při běžné poslechové hlasitosti byly maskovány hlukem okolí posluchače. Zároveň se omezuje úroveň signálu tak, aby nedocházelo k nedovolené úrovni modulace vysílače. Při nahrávání nástrojů a dalších zdrojů signálu ve studiové praxi (nebo při jejich živém zvučení) se často upravují tyto jednotlivě. Je to z mnoha důvodů; jednak proto, že může být dynamický rozsah jednotlivých nástrojů větší, než vyhovuje možnostem záznamu nebo zvučení, dále proto, že se tím ještě upravuje charakter zvuku daného nástroje. Často to zároveň usnadňuje mixáž.
Při živém ozvučování i ve studiové praxi je běžné upravovat basovou kytaru a bicí nástroje, protože tyto zdroje produkují signál s velkým dynamickým rozsahem: často až kolem 100 dB. Zařazením kompresoru do signálové cesty se docílí toho, že se daný signál po smíchání se signály ostatních nástrojů může jevit jako průraznější, čitelnější a zřetelnější, je možné srovnat nepřesnou dynamiku hry aj. Vhodně nastavený kompresor dokáže prodloužit doznívání některých nástrojů, a tím změnit jejich charakter. Kompresor se používá i tehdy, když je třeba odstranit nežádoucí dynamiku vzniklou nekázní hráče nebo zpěváka.
Například při živém zvučení, kdy nástroje hrají velmi hlasitě, může být zpěv chvílemi nezřetelný a utopený v celkovém hluku. Lidský hlas obsahuje velmi hlasité i velmi tiché složky. Úroveň tohoto signálu je dána vlastní silou lidského hlasu a značně ovlivněna pozicí mikrofonu vůči ústům zpěváka. Roli hraje vzdálenost i vzájemný směr os jednotlivých objektů. Stačí se o poměrně malou vzdálenost vzdálit od mikrofonu nebo odklonit a signál je výrazně slabší. Pokud by směšovací poměry byly nastaveny pro správnou pozici zpěváka vůči mikrofonu, tak při vzdálení se od mikrofonu může být signál natolik slabý, že pro posluchače zanikne zvuk zamaskován zvuky ostatních nástrojů. Správným použitím kompresoru se problém potlačí. Podobným problémem může být zvuk bubnů vs. zvuk dalších nástrojů. Při rozhlasovém vysílání se komprimuje hlas hlasatele, protože tím vynikne oproti podkresové hudbě. Vhodné nastavení parametrů kompresoru umožňuje nenásilné a téměř nezřetelné úpravy. Při necitlivém nastavení mohou nástroje i hlasy znít nepřirozeně ploše a nedynamicky.

## Princip a obsluha
Kompresor dynamiky upravuje zpracovávaný zvuk změnou výstupní hlasitosti závisle na vstupní hlasitosti. Pokud vstupní hlasitost překročí nastavený práh (THRESHOLD), sníží se úroveň výstupního signálů v přesně nastaveném poměru (RATIO).
Většina profesionálních kompresorů dynamiky umožňuje nastavit rychlost (resp. čas) reakce na překročení prahu (ATTACK) a rychlost (resp. čas) uvolnění komprese po opětovném poklesu vstupního signálu pod práh (RELEASE). Často také lze nastavit vstupní (INPUT) a výstupní (OUTPUT nebo GAIN MAKE-UP) úroveň.
Na jednodušších přístrojích bývá RATIO a OUTPUT často nahrazen společným potenciometrem SUSTAIN (název je spíše odvozen od subjektivního popisu chování než od principu funkce), který při zvyšování kompresního poměru zároveň zvyšuje výstupní úroveň.
Někteří výrobci vybavují kompresory zajímavou funkcí KNEE (koleno), která přepíná mezi „tvrdým“ (HARD KNEE) a „měkkým“ (SOFT KNEE) průběhem řízení. Při aktivovaném měkkém průběhu při dosažení úrovně THRESHOLD přístroj nezačíná komprimovat v nastaveném poměru ostrým skokem, ale pozvolným náběhem funkce s minimálním poměrem a nastaveného poměru dosáhne až v jisté úrovni nad prahem. Výsledný zvuk působí často přirozenějším dojmem, protože není tak patrný rozdíl mezi komprimovanou a nekomprimovanou části projevu.
Kompresory mohou zpracovávat zároveň celý kmitočtový rozsah signálu nebo jeho část nebo separátně rozdělený do několika kmitočtových pásem. Takové kompresory se nazývají vícepásmové. Také je u některých zařízení možné ovlivňovat kmitočtově dalším zařízením řídicí signál a tím vzniká závislost úrovně výstupního signálu nejen na vstupní úrovni, ale i na kmitočtu. Typickým příkladem je De-esser (odstraňovač sykavek), který je vlastně kompresor, u něhož je v řídicím signálu zařazen korektor zdůrazňující vysoké kmitočty – tím dochází k omezování signálu, který obsahuje sykavky. De-esser se používá tam, kde hlas zpěváka nebo řečníka zní v sykavkách nepřirozeně, třeba vlivem vady řeči nebo charakteru řeči nepřirozeně zdůrazněného snímací technikou.

## Extrém – Limiter
Nastavením kompresního poměru na maximum (teoreticky nekonečno) přístroj vyrovná veškeré prvky překračující práh (špičky) na jeho úroveň. Jinými slovy – výsledek zní, jako kdyby zvuk ani na chvíli nepřekročil nastavený práh a při nejvyšší hlasitosti se drží úroveň přesně na prahu.
Kompresor trvale nastaven do extrémních hodnot – RATIO na maximum (1 : nekonečno), ATTACK a RELEASE na minimum, tedy okamžitá reakce – se nazývá limiter a často se vyskytuje jako součást nejrůznějších audiopřístrojů. Často má jediný ovládací prvek THRESHOLD, ale nemusí mít žádný. Limiter je používán jako samostatný přístroj, třeba v podobě efektového pedálu, nebo je jeho částí. Bývá vestavěn v nástrojových aparaturách, zvláště pro basovou kytaru, v koncových zesilovačích pro PA (kde často nemá žádný ovládací prvek a je trvale zařazen) a podobných aplikacích, kde omezuje zkreslení výstupního signálu v případě, že je vstupní signál vyšší, než je schopen zesilovač zpracovat.

## Příklad uspořádání přístroje
Jeden z nejčastějších způsobů uspořádání ovládacích prvků na přístroji je následující:

na levé straně bývá předřazena sekce expandéru nebo šumové brány, která vlastně nepatří ke kompresoru, ale z důvodu praktického použití bývá součástí těchto přístrojů. Následují prvky THRESHOLD, RATIO, ATTACK a RELEASE, většinou doplněno o možnost automatického nastavení reakcí. Na pravé straně bývá ještě zařazena sekce limiteru. Velice často se tyto přístroje konstruují jako dvoukanálové, všechny ovládací prvky jsou tedy na čelním panelu přístroje dvakrát a uprostřed může být tlačítko LINK nebo STEREO, které umožní pomocí ovládacích prvků prvního kanálu měnit nastavení obou současně. Prvek INPUT (pokud se vyskytuje) bývá zařazen před sekci nebo po sekci expanderu. Prvek OUPUT (pokud se vyskytuje) bývá zařazen před sekci nebo po sekci limiteru.
Jednotlivé sekce jsou zapojeny sériově (za sebou) v pořadí stejném jako na čelním panelu.

## Vícepásmové kompresory
V moderní hudbě se dost často vyskytují tendence používat velmi velkou dynamickou kompresi, což poskytuje podstatně vyšší průměrnou úroveň hlasitosti. Velká komprese však může způsobovat postranní jev zvaný slangově „pumpování“ nebo „dýchání“ hudby. K „pumpování“ může dojít například v pasážích, kde se vyskytuje táhlý tón nástroje či zpěvu a zároveň velmi silné a rytmické basové zvuky. Po aplikaci silné komprese na takovou pasáž dojde ke zmenšení dynamiky basových úderů a zároveň je ve stejném poměru komprimován táhlý tón v pozadí. Výsledkem je, že táhlý tón bude zeslaben při basových úderech, mezi nimi však nikoliv, což je většinou nežádoucí. Příklad cíleného využití efektu „pumpování“ je možné slyšet například ve skladbě Call on me (Eric Prydz).
Vícepásmový kompresor je přístroj nebo softwarová funkce, které upravují dynamiku zpracovávaného signálu v několika frekvenčních pásmech, díky čemu je možné docílit velké úrovně komprese bez postranního jevu „pumpování“. Příchozí signál je na vstupu rozdělen filtrem do několika frekvenčních pásem, nejčastěji dvou, tří nebo čtyř. Na každé pásmo je aplikována nezávisle komprese, kterou lze libovolně nastavit stejným způsobem jako při použití obyčejného (jednopásmového) kompresoru. Jinak řečeno je použito několik paralelně zapojených kompresorů, každý z nich však zpracovává signál pouze v omezeném frekvenčním rozsahu. Složitější přístroje některých výrobců mohou poskytnout nejen jeden přesně nastavitelný dělicí kmitočet, ale také spíše spodní a horní hranici zpracovávaného signálu pro každé pásmo zvlášť. To umožní nastavit překrytí jednotlivých pásem nebo vynechání části frekvenčního spektra. Po komprimaci dynamiky jednotlivých pásem jsou výsledné signály smíchané v nastavitelném poměru. Na výstupu přístroje (nebo po aplikaci této funkce ve studiovém programu) je opět jeden signál obsahující celé frekvenční pásmo.
Po aplikaci vícepásmového kompresoru na pasáž z výše uvedeného příkladu je možné nastavit velkou kompresi pro rytmické basové údery bez vlivu na táhlé tóny v pozadí.

## Sidechain a TalkOver
Většina kompresorů bývá v praxi doplněna o funkci sidechain. Do přístroje jsou přivedeny dva nezávislé signály (např. hudba z CD a signál z mikrofonu pro řeč). Pokud je zapojen druhý zdroj signálu, přístroj se automaticky přepne do režimu sidechain, ve kterém je jeden signál ovlivňován druhým. Prakticky: pokud signál z mikrofonu překročí práh (např. hlasatel začne mluvit), bude snížena hlasitost hudby z CD.
Kompresor v režimu sidechain (s většinou prvků pevně nastavených) bývá občas zabudován do některých jednodušších mixážních pultů a je označen jako TalkOver. Nastavovací prvky jsou pouze dva – SENSITIVITY (citlivost), což je vlastně THRESHOLD pro mikrofon a přepínač, s polohami ON (hudba je trvale potlačena), OFF (TalkOver je zcela vyřazen) a AUTO (hudba je potlačena pouze při mluvení do mikrofonu). Lépe vybavené přístroje mohou mít ovládání rychlosti RELEASE (plynule nebo v několika krocích) a velikost úrovně potlačení signálu.

## Příklady praktického použití
- http://www.dbxpro.com/160SL/160SL.php – Jeden z profesionálních kompresorů značky DBX; používá se především v nahrávacím studiu a při ozvučování koncertů.
- https://web.archive.org/web/20071228065642/http://www.digitech.com/products/BassSqueeze.htm – Dvoupásmový baskytarový kompresor značky DigiTech. Baskytarový kompresor může být součástí vybavení baskytaristy. Může být samostatný (pedálová krabička – viz tento příklad) nebo součástí multiefektového procesoru nebo částí baskytarového komba. Používá se k vyrovnání dynamiky signálu z baskytary a k odstranění nežádoucích špiček, které vznikají např. při úderech strun o pražce.